# Neonais elegans
Neonais elegans är en ringmaskart som beskrevs av Sokolskaya 1962. Neonais elegans ingår i släktet Neonais och familjen glattmaskar. Inga underarter finns listade i Catalogue of Life.